# Nashville
Nashville [ˈnæʃvɪɫ] ist die Hauptstadt des US-Bundesstaats Tennessee und County Seat des Davidson County. Sie ist die flächenmäßig größte Stadt in Tennessee und liegt am Cumberland River. Nashville ist das Zentrum der kommerziellen Country-Musik und wird deswegen „Music City“ genannt. Die Einwohner nennen sich selbst Nashvillians.
Zum United States Census 2020 am 1. April 2020 hatte die Stadt Nashville 689.447 Einwohner. Die Bevölkerungszahl der Nashville Metropolitan Area stieg auf 1.989.519, was sie zur größten Metropolregion in Tennessee macht.

## Geographie und Klima

### Geographische Lage

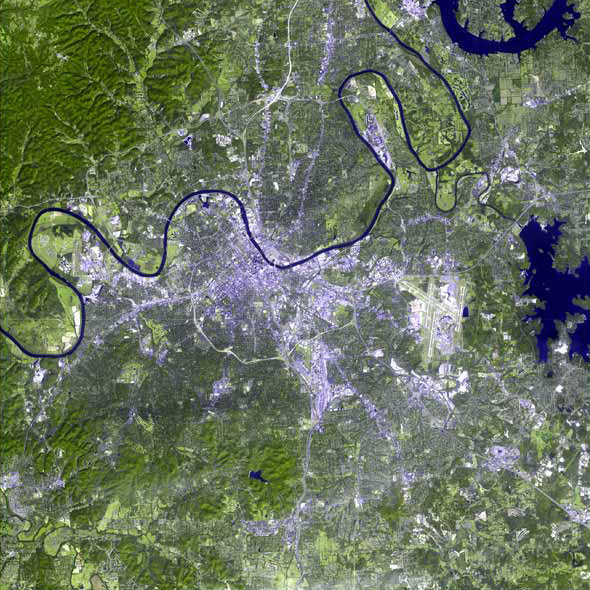
Satellitenbild von Nashville

Nashville liegt am Cumberland River im Zentrum des Nordens von Tennessee. Die höchste Erhebung liegt 354 m über dem Meeresspiegel, der niedrigste Punkt 117 m. Laut United States Census Bureau hat die Stadt eine Gesamtfläche von 1.362,6 km², von der 1.300,8 km² Landfläche und 61,8 km² Wasser sind.

### Klima
Nashville hat ein humides, subtropisches Klima mit kalten Wintern und heißen Sommern. In den Wintermonaten fällt durchschnittlich rund 22,9 cm Schnee, das meiste davon im Januar und Februar. Im Herbst und im Frühling gibt es oft heftige Gewitter und manchmal können auch Tornados auftreten.
Die kälteste Temperatur, die je gemessen wurde, war −27,2 °C am 21. Januar 1985, die höchste 42,8 °C am 29. Juni 2012.
|                       | Jan  | Feb  | Mär   | Apr   | Mai   | Jun  | Jul   | Aug  | Sep  | Okt  | Nov   | Dez   |   |         |
| Mittl. Tagesmax. (°C) | 7,7  | 10,4 | 16,2  | 21,6  | 26,0  | 30,3 | 31,9  | 31,3 | 28,1 | 22,5 | 15,8  | 10,1  | ⌀ | 21      |
| Mittl. Tagesmin. (°C) | −3,1 | −1,2 | 3,9   | 8,6   | 13,7  | 18,2 | 20,5  | 19,8 | 16,2 | 9,1  | 4,2   | −0,6  | ⌀ | 9,2     |
|                       |      |      |       |       |       |      |       |      |      |      |       |       |   |         |
| Niederschlag (mm)     | 90,9 | 96,8 | 123,2 | 111,0 | 124,0 | 90,7 | 100,8 | 87,9 | 87,9 | 66,5 | 104,6 | 117,1 | Σ | 1.201,4 |
|                       |      |      |       |       |       |      |       |      |      |      |       |       |   |         |
| Sonnenstunden (h/d)   | 4,1  | 5,1  | 6,1   | 7,6   | 8,6   | 9,6  | 9,0   | 8,6  | 7,8  | 7,0  | 5,1   | 4,1   | ⌀ | 6,9     |
|                       |      |      |       |       |       |      |       |      |      |      |       |       |   |         |
| Regentage (d)         | 8,0  | 8,5  | 10,0  | 8,7   | 9,1   | 8,1  | 8,4   | 7,2  | 6,9  | 5,9  | 8,2   | 9,0   | Σ | 98      |
|                       |      |      |       |       |       |      |       |      |      |      |       |       |   |         |
| Luftfeuchtigkeit (%)  | 71   | 68   | 65    | 64    | 71    | 71   | 74    | 75   | 75   | 71   | 71    | 71    | ⌀ | 70,6    |

| −3,1 |

| −1,2 |

| 3,9 |

| 8,6 |

| 13,7 |

| 18,2 |

| 20,5 |

| 19,8 |

| 16,2 |

| 9,1 |

| 4,2 |

| −0,6 |

| −3,1 |

| −1,2 |

| 3,9 |

| 8,6 |

| 13,7 |

| 18,2 |

| 20,5 |

| 19,8 |

| 16,2 |

| 9,1 |

| 4,2 |

| −0,6 |

## Geschichte
Die ersten Menschen, die auf dem Gebiet des heutigen Nashville lebten, waren Paläoindianer am Ende der letzten Kaltzeit, etwa 13.000 Jahre v. Chr. Die ersten europäischen Siedler auf dem Gebiet waren französische Pelzhändler, die dort den Handelsposten French Lick errichteten. Das Gebiet war ein wichtiger Jagdplatz für viele Indianerstämme. Im 17. Jahrhundert beanspruchten die Shawnee die Gegend für sich, allerdings wurden sie von den Cherokee und den Chickasaw nach Norden vertrieben.
Im Oktober 1779 setzte sich ein Treck aus der Watauga Siedlung unter der Führung von James Robertson in Richtung Westen in Bewegung. An Weihnachten 1779 überquerten die Siedler den gefrorenen Cumberland River und gründeten unter Beteiligung von John Donelson Fort Nashborough. Aus dem Fort wurde kurze Zeit später Nashville. Wegen seiner guten Lage an einem Fluss und des regen Eisenbahnverkehrs wuchs Nashville schnell. Schon 1806 wurden der Siedlung die Stadtrechte verliehen und sie wurde zum Sitz der Verwaltung des Davidson County ernannt. 1819 gelang es erstmals einem Schaufelraddampfer, den Cumberland River flussaufwärts bis nach Nashville zu fahren. 1843 wurde die Stadt zur Hauptstadt von Tennessee erklärt.
Am 25. Dezember 2020 um 6:30 Uhr morgens Ortszeit verübte ein 63-jähriger den Bombenanschlag in Nashville 2020, bei dem er selbst getötet und drei weitere Menschen leicht verletzt wurden.

### Historische Objekte
- Etwa 19 Kilometer östlich von Nashville steht das historische Anwesen The Hermitage. Es war der Wohnsitz des siebten US-Präsidenten Andrew Jackson. Es befindet sich an der U.S. Route 70N und wurde 1966 vom NRHP als Denkmal aufgenommen (NRHP-ID 66000722).

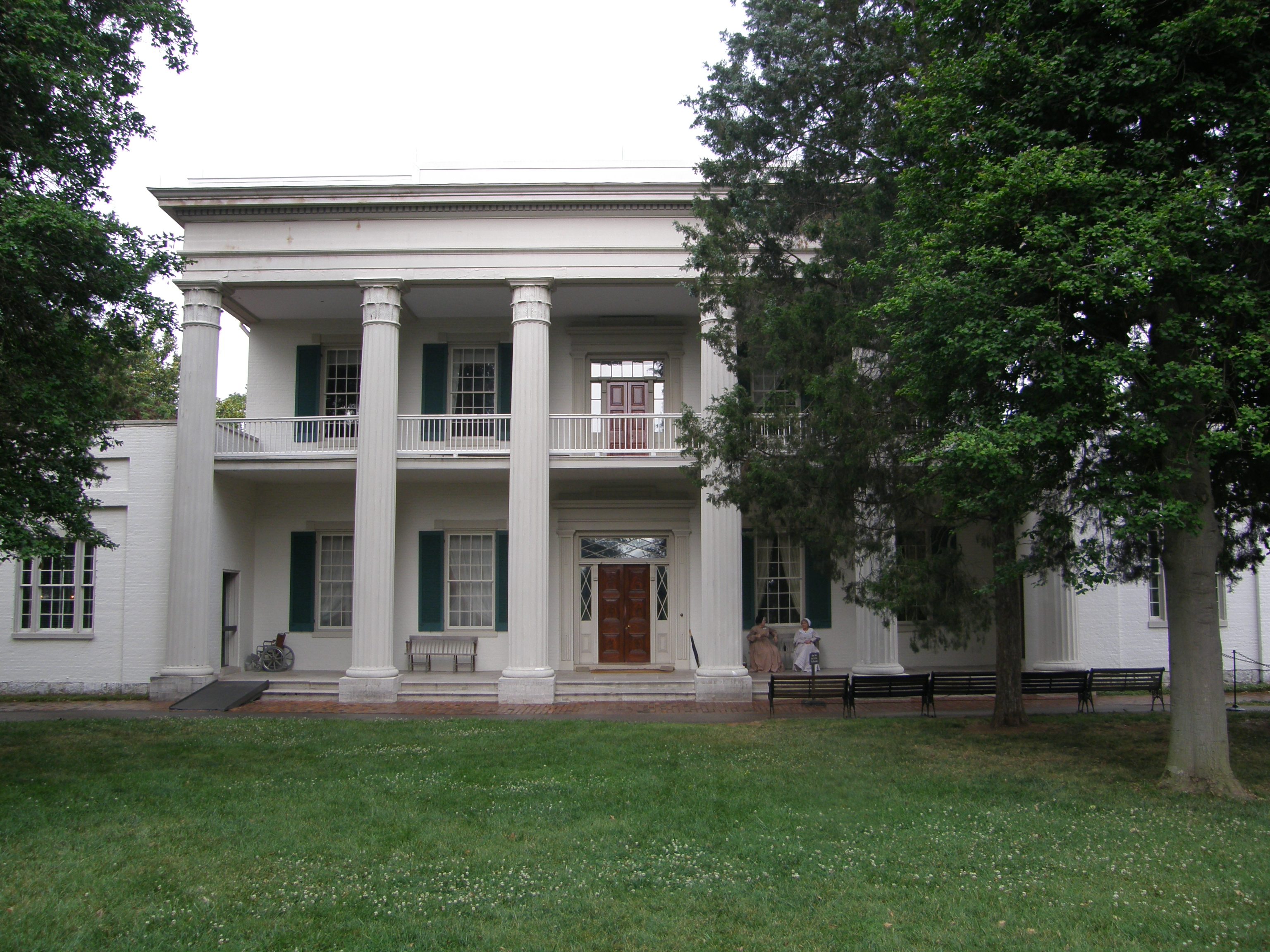
The Hermitage (2007)

Der National Park Service weist für Nashville und Umgebung neben The Hermitage fünf weitere National Historic Landmarks aus (Stand Dezember 2016), darunter befinden sich das Tennessee State Capitol, das Ryman Auditorium und die George Peabody College for Teachers. 157 Bauwerke und Stätten der Stadt sind im National Register of Historic Places (NRHP) eingetragen (Stand 1. Oktober 2020).

## Bevölkerung
| Jahr | Einwohner |
| ---- | --------- |
| 1830 | 5.566     |
| 1840 | 6.929     |
| 1850 | 10.165    |
| 1860 | 16.988    |
| 1870 | 25.865    |
| 1880 | 43.350    |
| 1890 | 76.168    |
| 1900 | 80.865    |
| 1910 | 110.364   |
| 1920 | 118.342   |
| 1930 | 153.866   |

| Jahr | Einwohner |
| ---- | --------- |
| 1940 | 167.402   |
| 1950 | 174.307   |
| 1960 | 170.874   |
| 1970 | 448.003   |
| 1980 | 455.651   |
| 1990 | 488.374   |
| 2000 | 569.891   |
| 2010 | 626.681   |
| 2020 | 689.447   |

Bei den Daten handelt es sich um Volkszählungsergebnisse.

## Kultur und Sehenswürdigkeiten

### Musik

Der Broadway in Nashville

Nashville ist das Zentrum der Country-Musik, die Stadt wird deswegen „Music City“ genannt. Hier residieren zahlreiche Musikverlage und Plattenfirmen mit ihren Studios. Berühmt ist beispielsweise das Studio B von RCA, in dem zahlreiche Hits aufgenommen wurden. Die Country Music Association CMA hat in Nashville ihren Hauptsitz. Die alljährliche Verleihung der CMA Awards zählt zu den bedeutendsten Veranstaltungen Tennessees. Auch die Country Music Hall of Fame befindet sich in Nashville. Außerdem ist Nashville der Sitz der Gitarrenfirma Gibson Guitar Corporation.
In Downtown Nashville befinden sich zahlreiche bekannte Musik-Clubs und Honky-Tonk-Bars, in denen fast immer Live-Musik gespielt wird. Die Schwerpunkte liegen um Lower Broadway, Second Avenue und Printer’s Alley. Zum CMA Music Festival, der früheren Fan Fair, reisen jährlich Tausende von Country-Fans nach Nashville.
Aus Nashville wird auch seit 1925 die Liveshow Grand Ole Opry gesendet, das älteste noch existierende amerikanische Radio-Musikprogramm, das mittlerweile auch im Fernsehen übertragen wird. Bis 1974 wurden die Konzerte aus dem Ryman Auditorium gesendet, seitdem aus dem etwas außerhalb der Innenstadt am Cumberland River gelegenen Entertainment-Komplex Opryland. Auch die Radioshow Ernest Tubb Midnight Jamboree ist in Nashville beheimatet.

### Architektur

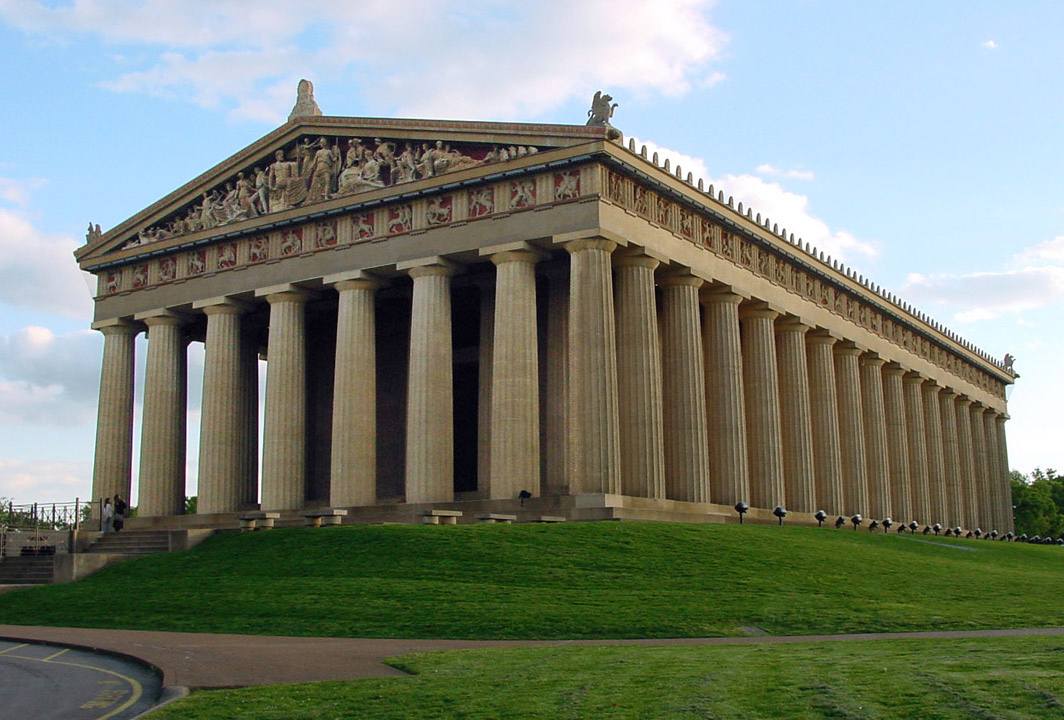
Nachbau des Parthenons in Nashville

Nashville besitzt seit 1897 eine maßstabgetreue Replik des Parthenon. Der ursprünglich provisorische Bau wurde in den 1920er Jahren durch eine solide Konstruktion in Stahlbeton ersetzt und dient heute als Kunstgalerie. Seit 1990 beherbergt er eine Statue der Athene, die als größte Skulptur der westlichen Welt gilt, die sich innerhalb eines Gebäudes befindet.
Der erste Wolkenkratzer, der Life & Casualty Tower, wurde 1957 erbaut. 1994 wurde das auch Batman Building genannte 188 m hohe AT&T Building fertiggestellt, das bis heute das höchste Gebäude der Stadt ist. Im Februar 2010 wurde der 127 m hohe Pinnacle at Symphony Place fertiggestellt. Im Riverfront Park findet sich ein Nachbau des Fort Nashborough im Maßstab von 1:4.

### Sport

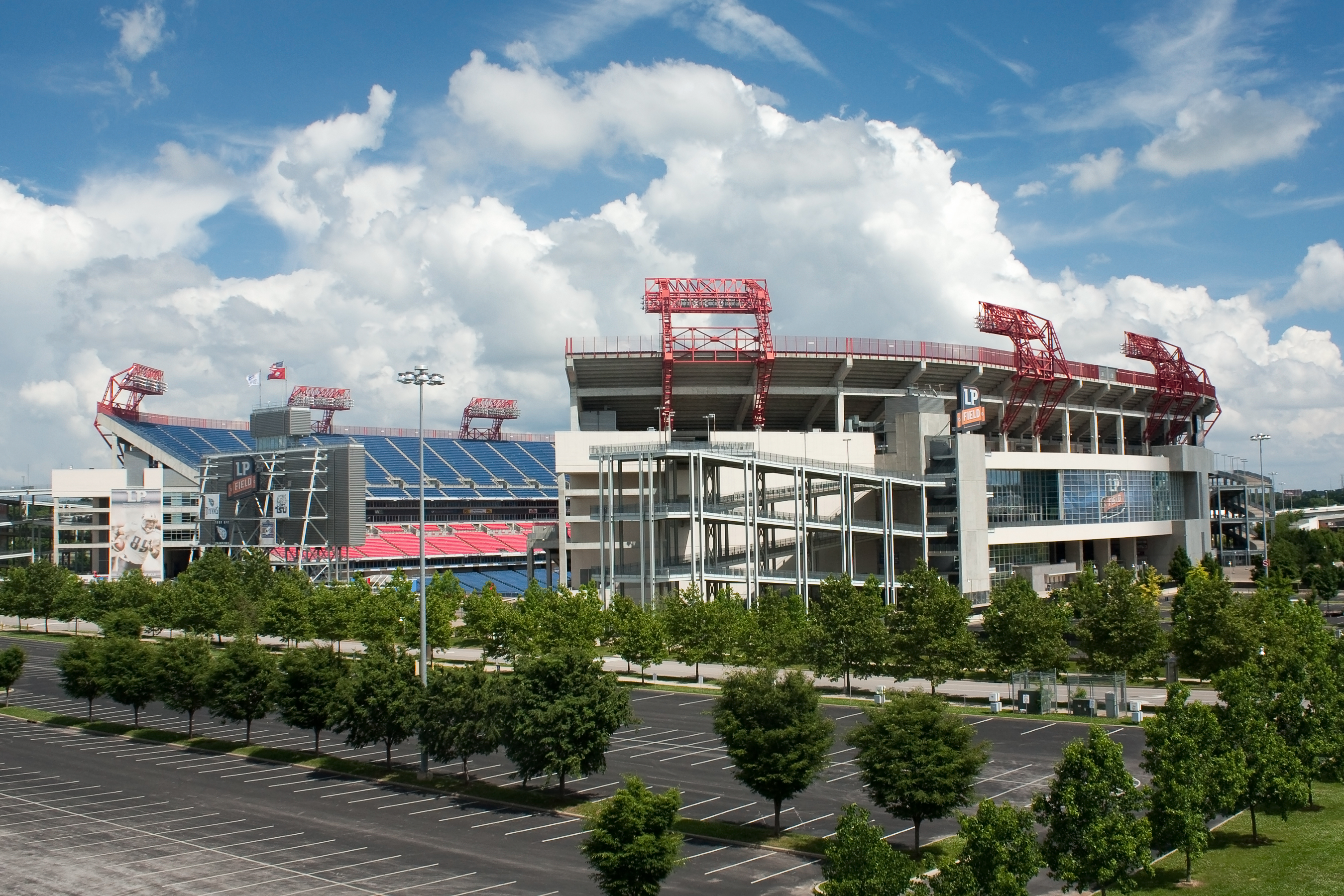
Das Nissan Stadium ist Heimspielstätte der Tennessee Titans

Nashville hat zwei bekannte Teams der amerikanischen Profiligen. Die Tennessee Titans erreichten 2000 den Super Bowl XXXIV, das Endspiel in der amerikanischen Football-Liga NFL. Außerdem spielen die Nashville Predators Eishockey in der NHL und erreichten das Finale der Stanley-Cup-Playoffs 2017.
Zu den weniger bekannten Teams gehören die Nashville Sounds, die als Farmteam der Milwaukee Brewers in der Minor League Baseball spielen. Außerdem gibt es seit 2005 auch wieder ein Arena-Football-Team, die Nashville Kats. Seit der Saison 2020 spielt der Nashville SC in der Major League Soccer (MLS), der höchsten amerikanischen Fußballliga.
| Club                | Sport      | Liga                                        | Stadion                        |
| ------------------- | ---------- | ------------------------------------------- | ------------------------------ |
| Tennessee Titans    | Football   | National Football League                    | Nissan Stadium                 |
| Nashville Predators | Eishockey  | National Hockey League                      | Bridgestone Arena              |
| Nashville Sounds    | Baseball   | Minor League Baseball: Pacific Coast League | First Tennessee Park           |
| Nashville Broncs    | Basketball | American Basketball Association             | Nashville Municipal Auditorium |
| Nashville SC        | Fußball    | Major Soccer League                         | Geodis Park                    |
| Nashville Metros    | Fußball    | Premier Development League                  | Ezell Park                     |
| Nashville Storm     | Football   | North American Football League              | Buster Boguskie Stadium        |

### Parks & Grünzüge
In Nashville gibt es 121 Parks und 19 Grünanlagen mit einer Gesamtfläche von etwa 49 Quadratkilometern, darunter den Zoo. Im westlichen Teil der Stadt befindet sich unter anderem der H. G. Hill Park. Des Weiteren besitzt Nashville zwölf Golfplätze.

## Politik
Das Tennessee State Capitol ist Sitz der Regierung sowie Sitz des Gouverneurs des Bundesstaates Tennessee.

### Städtepartnerschaften
- Pernik, Bulgarien
- Taiyuan, Volksrepublik China
- Magdeburg, Deutschland
- Caen, Frankreich
- Edmonton, Kanada
- Belfast, Vereinigtes Königreich
- Mendoza, Argentinien
- Girona, Spanien
- Erbil, Kurdistan

## Wirtschaft und Infrastruktur

### Wirtschaft
Als Heimat der Country-Musik ist Nashville Sitz vieler Plattenfirmen, die meisten davon in der sogenannten Music Row. Seit 1960 ist die Stadt nach New York City das zweitgrößte Musikzentrum der Vereinigten Staaten. Die wirtschaftliche Leistung der Musikindustrie wurde im Jahr 2006 auf $ 6,4 Milliarden und die Arbeitsplätze auf 19.000 geschätzt.
Obwohl Nashville als Musikzentrum bekannt ist, ist die Gesundheitsindustrie die größte Branche. Hier haben mehr als 250 Gesundheitsfirmen ihren Sitz, unter anderem auch die Hospital Corporation of America, der größte private Betreiber von Krankenhäusern. Der Umsatz dieser Branche wurde 2006 auf $ 18,3 Milliarden und die Zahl der Arbeitsplätze in der Region auf 94.000 geschätzt.
Die Metropolregion Nashville-Davidson erbrachte 2016 eine Wirtschaftsleistung von 124,2 Milliarden US-Dollar.

### Verkehr

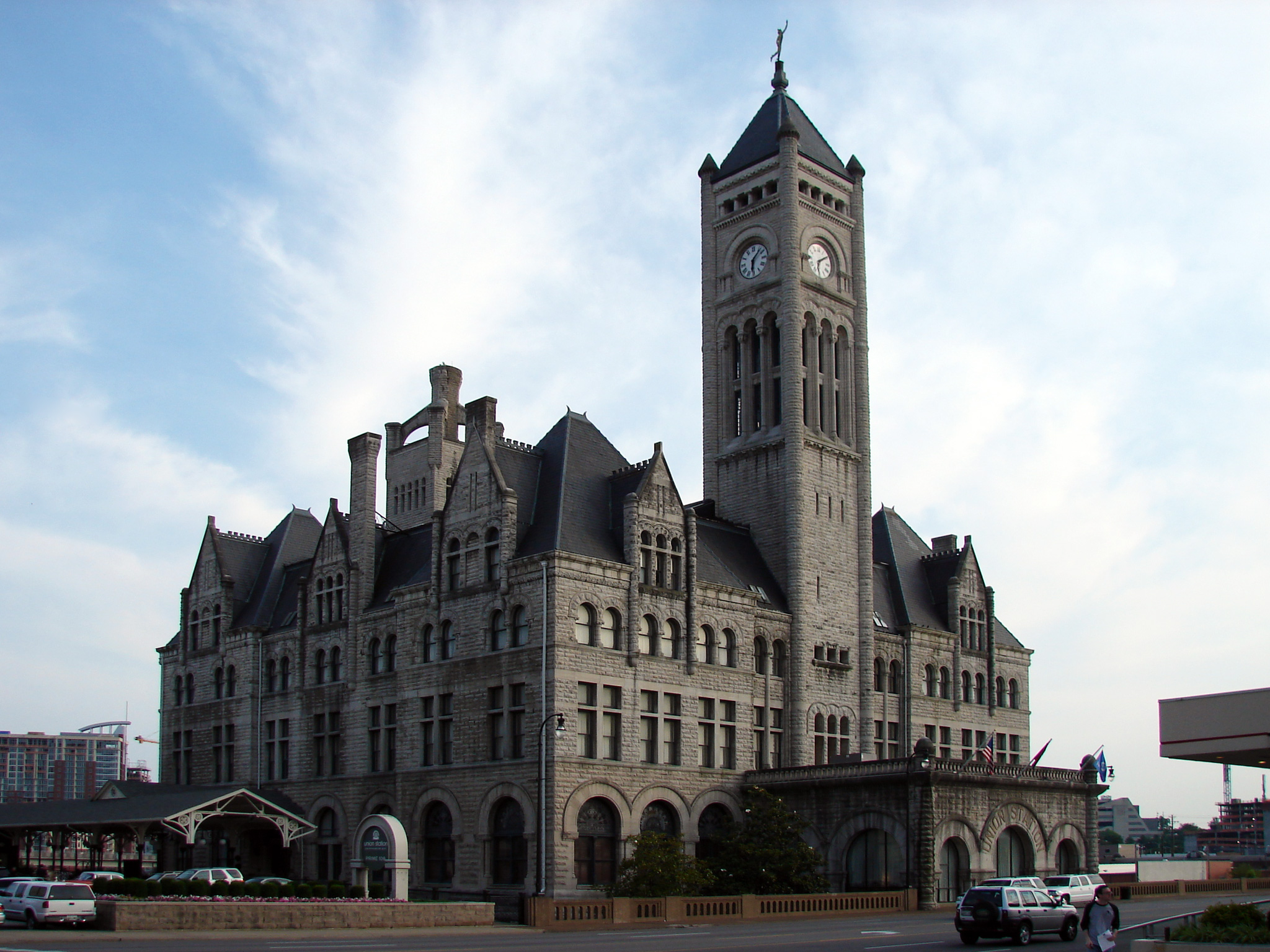
Union Station

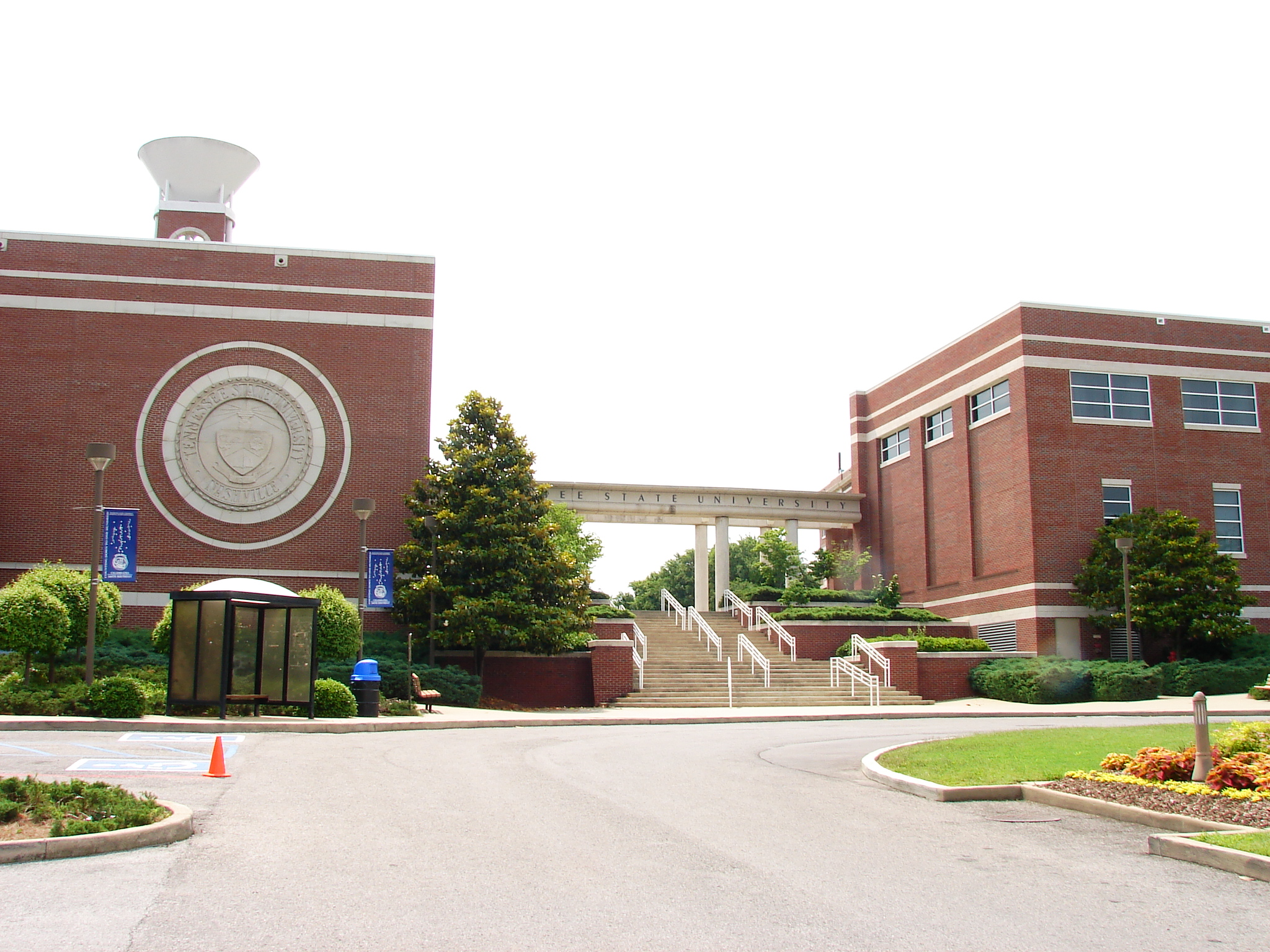
Die Tennessee State University

#### Schienenverkehr
Die Stadt verfügt über eine direkte Verbindung zu der in Kentucky gelegenen Stadt Louisville über die von der Louisville and Nashville Railroad und heute von der CSX Transportation betriebenen Bahnstrecke.

#### Straßen
Nashville liegt an den Interstate Highways I 40 (nach Memphis-Knoxville), I 24 (nach Clarksville -Chattanooga) und I 65 (nach Louisville-Birmingham). Die Interstate 440 verbindet im Süden der Stadt die drei Interstates miteinander. Insgesamt verlaufen 129 Kilometer Interstate Highways durch die Stadt.

#### Öffentlicher Nahverkehr
Die Nashville Metropolitan Transit Authority (MTA) verbindet mit einer Vielzahl von Buslinien die Stadt mit dem Davidson County. Am 18. September 2006 wurde ein Bahnsystem, der Music City Star, eingeführt. Die bis jetzt einzige Linie verbindet die Stadt Lebanon mit dem Stadtzentrum. Weitere Routen sind in Planung.

#### Flugverkehr
Der internationale Flughafen Nashville liegt ca. 12 km südöstlich des Stadtzentrums. Er ist an die Interstate 40 angebunden und wird durch die MTA-Buslinie 18 mit der Stadt verbunden. Im Jahr 2007 wurde er von ca. 10 Millionen Passagieren genutzt. Die meisten der Flüge werden von Southwest Airlines angeboten, aber auch Delta Air Lines und US Airways sind hier vertreten. Internationale Flugziele sind Toronto (Kanada) und Cancún (Mexiko) und seit 2018 London (Großbritannien).

### Medien
Die älteste und größte Tageszeitung ist The Tennessean. Sie wurde im Jahr 1907 gegründet und hat eine tägliche Auflage von 95.311 Exemplaren sowie eine Sonntagsausgabe mit einer Auflage von 212.839. WBOZ ist eine Radiostation.

### Bildung
Die Vanderbilt University, gegründet 1873 mittels einer Spende von Cornelius Vanderbilt, ist mit rund 11.000 Studierenden Nashvilles größte Universität; sie zählt zu den Spitzenuniversitäten der USA. Andere Colleges und Hochschulen sind unter anderem das American Baptist College, das Aquinas College, die Belmont University, die Fisk University, das Nashville State Community College, die Tennessee State University und das Watkins College of Art and Design. Aufgrund der vielen höheren Bildungseinrichtungen wird Nashville auch als „Athens of the South“ („Athen des Südens“) bezeichnet.